# Lisalverto Bonilla
Pour les articles homonymes, voir Bonilla.
Lisalverto Bonilla (né le 18 juin 1990 à Samaná en République dominicaine) est un lanceur droitier de la Ligue majeure de baseball.

## Carrière
Lisalverto Bonilla signe son premier contrat professionnel en 2008 avec les Phillies de Philadelphie. Il doit représenter les Phillies au match des étoiles du futur à Kansas City mais une blessure au pouce droit l'empêche de participer à l'événement. 
Le 8 décembre 2012, Bonilla et un autre lanceur droitier, Josh Lindblom, sont échangés aux Rangers du Texas pour le joueur de champ intérieur Michael Young.
Bonilla fait ses débuts dans le baseball majeur comme lanceur de relève des Rangers le 4 septembre 2014 face aux Mariners de Seattle. Il effectue trois départs et lance cinq matchs au total en 2014 pour Texas. En 20 manches et deux tiers, sa moyenne de points mérités est de 3,05. 
En avril 2015, il subit une opération Tommy John et rate toute la saison qui suit. Réclamé au ballottage par les Dodgers de Los Angeles le 21 octobre 2015, il ne lance qu'en ligues mineures en 2016. 
Il est mis sous contrat fin 2016 par les Pirates de Pittsburgh mais est réclamé au ballottage dès le printemps suivant par les Reds de Cincinnati. Il revient dans les majeures en 2017 avec Cincinnati, effectuant 4 départs. En 10 matchs et 36 manches et deux tiers lancées, il accorde cependant 8,10 points mérités par partie.
En décembre 2017, il est mis sous contrat par les Indians de Cleveland.